# Yvonne Aki-Sawyerr
Yvonne Aki-Sawyerr é uma política da Serra Leoa, membro do partido Congresso de Todas as Pessoas (APC; All Peoples Congress). Foi eleita em 2007 para o Parlamento de Serra Leoa, representando o distrito de Bo.
Foi eleita, em 2018, para o cargo de prefeita da capital nacional, Freetown. Na eleição recebeu 309.000 votos, representado 59.92% do eleitorado da cidade.